# Los Angeles Open

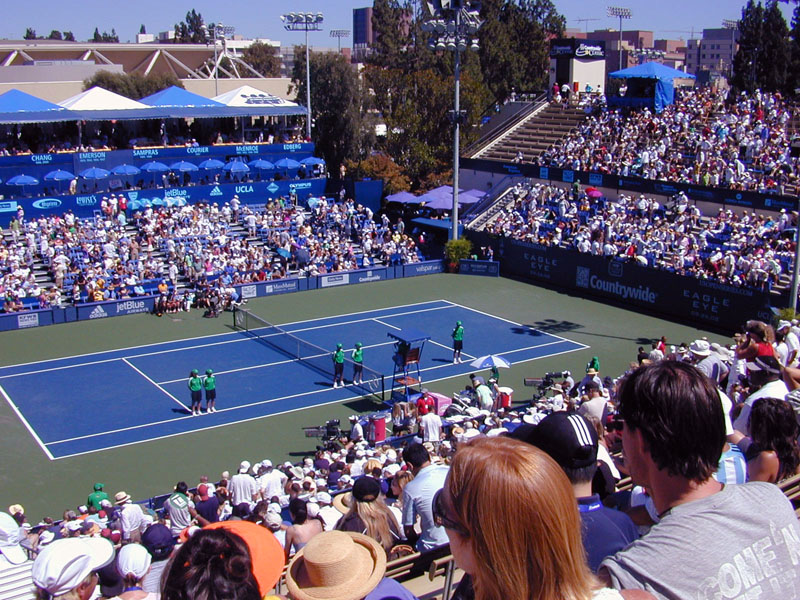
Kort LA Tennis Center

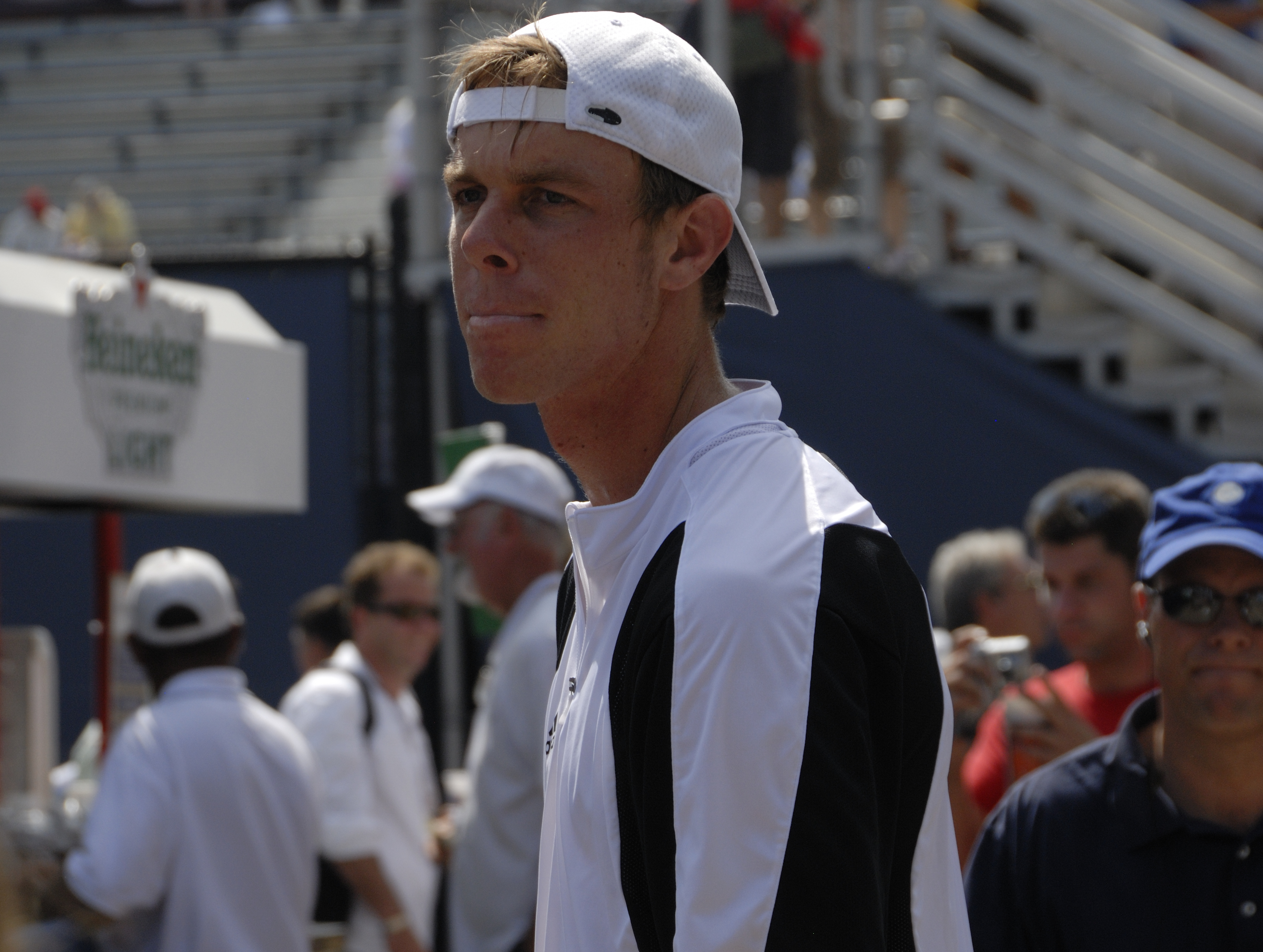
Sam Querrey – zwycięzca rozgrywek z 2009, 2010 i 2012 roku

Los Angeles Open – męski turniej tenisowy zaliczany do cyklu ATP World Tour, rozgrywany w latach 1927–2012 na kortach twardych w amerykańskim Los Angeles. W 2012 roku organizatorzy zapowiedzieli, że z powodów finansowych zawody nie będą już miały miejsca.

## Mecze finałowe

### gra pojedyncza
| Rok  | Zwycięzca             | Finalista           | Wynik               |
| 2012 | Sam Querrey           | Ričardas Berankis   | 6:0, 6:2            |
| 2011 | Ernests Gulbis        | Mardy Fish          | 5:7, 6:4, 6:4       |
| 2010 | Sam Querrey           | Andy Murray         | 5:7, 7:6(2), 6:3    |
| 2009 | Sam Querrey           | Carsten Ball        | 6:4, 3:6, 6:1       |
| 2008 | Juan Martín del Potro | Andy Roddick        | 6:1, 7:6(2)         |
| 2007 | Radek Štěpánek        | James Blake         | 7:6(7), 5:7, 6:2    |
| 2006 | Tommy Haas            | Dmitrij Tursunow    | 4:6, 7:5, 6:3       |
| 2005 | Andre Agassi          | Gilles Müller       | 6:4, 7:5            |
| 2004 | Tommy Haas            | Nicolas Kiefer      | 7:6(6), 6:4         |
| 2003 | Wayne Ferreira        | Lleyton Hewitt      | 6:3, 4:6, 7:5       |
| 2002 | Andre Agassi          | Jan-Michael Gambill | 6:2, 6:4            |
| 2001 | Andre Agassi          | Pete Sampras        | 6:4, 6:2            |
| 2000 | Michael Chang         | Jan-Michael Gambill | 6:7(2), 6:3, krecz  |
| 1999 | Pete Sampras          | Andre Agassi        | 7:6(3), 7:6(1)      |
| 1998 | Andre Agassi          | Tim Henman          | 6:4, 6:4            |
| 1997 | Jim Courier           | Thomas Enqvist      | 6:4, 6:4            |
| 1996 | Michael Chang         | Richard Krajicek    | 6:4, 6:3            |
| 1995 | Michael Stich         | Thomas Enqvist      | 6:7(7), 7:6(4), 6:2 |
| 1994 | Boris Becker          | Mark Woodforde      | 6:2, 6:2            |
| 1993 | Richard Krajicek      | Michael Chang       | 0:6, 7:6(3), 7:6(5) |
| 1992 | Richard Krajicek      | Mark Woodforde      | 6:4, 2:6, 6:4       |
| 1991 | Pete Sampras          | Brad Gilbert        | 6:2, 6:7(5), 6:3    |
| 1990 | Stefan Edberg         | Michael Chang       | 7:6, 2:6, 7:6       |
| 1989 | Aaron Krickstein      | Michael Chang       | 2:6, 6:4, 6:2       |
| 1988 | Mikael Pernfors       | Andre Agassi        | 6:2, 7:5            |
| 1987 | David Pate            | Stefan Edberg       | 6:4, 6:4            |
| 1986 | John McEnroe          | Stefan Edberg       | 6:2, 6:3            |
| 1985 | Paul Annacone         | Stefan Edberg       | 7:6, 6:7, 7:6       |
| 1984 | Jimmy Connors         | Eliot Teltscher     | 6:4, 4:6, 6:4       |
| 1983 | Gene Mayer            | Johan Kriek         | 7:6, 6:1            |
| 1982 | Jimmy Connors         | Mel Purcell         | 6:2, 6:1            |
| 1981 | John McEnroe          | Sandy Mayer         | 6:7, 6:3, 6:3       |
| 1980 | Gene Mayer            | Brian Teacher       | 6:3, 6:2            |
| 1979 | Peter Fleming         | John McEnroe        | 6:4, 6:4            |
| 1978 | Arthur Ashe           | Brian Gottfried     | 6:2, 6:4            |
| 1977 | Stan Smith            | Brian Gottfried     | 6:4, 2:6, 6:3       |
| 1976 | Brian Gottfried       | Arthur Ashe         | 6:2, 6:2            |
| 1975 | Arthur Ashe           | Roscoe Tanner       | 3:6, 7:5, 6:3       |
| 1974 | Jimmy Connors         | Harold Solomon      | 6:3, 6:1            |
| 1973 | Jimmy Connors         | Tom Okker           | 7:5, 7:6            |
| 1972 | Stan Smith            | Roscoe Tanner       | 6:4, 6:4            |
| 1971 | Ricardo González      | Jimmy Connors       | 3:6, 6:3, 6:3       |
| 1970 | Rod Laver             | John Newcombe       | 4:6, 6:4, 7:6       |
| 1969 | Ricardo González      |                     |                     |
| 1968 | Rod Laver             |                     |                     |
| 1967 | Roy Emerson           |                     |                     |
| 1966 | Allen Fox             |                     |                     |
| 1965 | Dennis Ralston        |                     |                     |
| 1964 | Roy Emerson           |                     |                     |
| 1963 | Arthur Ashe           |                     |                     |
| 1962 | Roy Emerson           |                     |                     |
| 1961 | Jon Douglas           |                     |                     |
| 1960 | Barry MacKay          |                     |                     |
| 1959 | Roy Emerson           |                     |                     |
| 1958 | Hamilton Richardson   |                     |                     |
| 1957 | Vic Seixas            |                     |                     |
| 1956 | Herbert Flam          |                     |                     |
| 1955 | Tony Trabert          |                     |                     |
| 1954 | Vic Seixas            |                     |                     |
| 1953 | Ken Rosewall          |                     |                     |
| 1952 | Vic Seixas            |                     |                     |
| 1951 | Frank Sedgman         |                     |                     |
| 1950 | Frank Sedgman         |                     |                     |
| 1949 | Ricardo González      |                     |                     |
| 1947 | Jack Kramer           |                     |                     |
| 1946 | Jack Kramer           |                     |                     |
| 1945 | Frank Parker          |                     |                     |
| 1944 | Frank Parker          |                     |                     |
| 1943 | Jack Kramer           |                     |                     |
| 1942 | Frank Parker          |                     |                     |
| 1941 | Frank Parker          |                     |                     |
| 1940 | Bobby Riggs           |                     |                     |
| 1939 | John Bromwich         |                     |                     |
| 1938 | Adrian Quist          |                     |                     |
| 1937 | Don Budge             |                     |                     |
| 1936 | Don Budge             |                     |                     |
| 1935 | Don Budge             |                     |                     |
| 1934 | Fred Perry            |                     |                     |
| 1933 | Fred Perry            |                     |                     |
| 1932 | Fred Perry            |                     |                     |
| 1931 | Ellsworth Vines       |                     |                     |
| 1930 | Ellsworth Vines       |                     |                     |
| 1929 | John Doeg             |                     |                     |
| 1928 | Henri Cochet          |                     |                     |
| 1927 | William Tilden        |                     |                     |

### gra podwójna
| Rok  | Zwycięzcy                          | Finaliści                           | Wynik             |
| 2012 | Ruben Bemelmans Xavier Malisse     | Jamie Delgado Ken Skupski           | 7:6(5), 4:6, 10–7 |
| 2011 | Mark Knowles Xavier Malisse        | Somdev Devvarman Treat Huey         | 7:6(3), 7:6(10)   |
| 2010 | Bob Bryan Mike Bryan               | Eric Butorac Jean-Julien Rojer      | 6:7(6), 6:2, 10–7 |
| 2009 | Bob Bryan Mike Bryan               | Benjamin Becker Frank Moser         | 6:4, 7:6(2)       |
| 2008 | Rohan Bopanna Eric Butorac         | Travis Parrott Dušan Vemić          | 7:6(5), 7:6(5)    |
| 2007 | Bob Bryan Mike Bryan               | Scott Lipsky David Martin           | 7:6(5), 6:2       |
| 2006 | Bob Bryan Mike Bryan               | Eric Butorac Jamie Murray           | 6:2, 6:4          |
| 2005 | Rick Leach Brian MacPhie           | Jonatan Erlich Andy Ram             | 6:3, 6:4          |
| 2004 | Bob Bryan Mike Bryan               | Wayne Arthurs Paul Hanley           | 6:3, 7:6(6)       |
| 2003 | Jan-Michael Gambill Travis Parrott | Joshua Eagle Sjeng Schalken         | 6:4, 3:6, 7:5     |
| 2002 | Sébastien Grosjean Nicolas Kiefer  | Justin Gimelstob Michaël Llodra     | 6:4, 6:4          |
| 2001 | Bob Bryan Mike Bryan               | Jan-Michael Gambill Andy Roddick    | 7:5, 7:6(6)       |
| 2000 | Paul Kilderry Sandon Stolle        | Jan-Michael Gambill Scott Humphries | walkower          |
| 1999 | Byron Black Wayne Ferreira         | Goran Ivanišević Brian MacPhie      | 6:2, 7:6(4)       |
| 1998 | Patrick Rafter Sandon Stolle       | Jeff Tarango Daniel Vacek           | 6:4, 6:4          |
| 1997 | Sébastien Lareau Alex O’Brien      | Mahesh Bhupathi Rick Leach          | 7:6, 6:4          |
| 1996 | Marius Barnard Piet Norval         | Jonas Björkman Nicklas Kulti        | 7:5, 6:2          |
| 1995 | Brent Haygarth Kent Kinnear        | Scott Davis Goran Ivanišević        | 6:4, 7:6          |
| 1994 | John Fitzgerald Mark Woodforde     | Scott Davis Brian MacPhie           | 4:6, 6:2, 6:0     |
| 1993 | Wayne Ferreira Michael Stich       | Grant Connell Scott Davis           | 7:6, 7:6          |
| 1992 | Patrick Galbraith Jim Pugh         | Francisco Montana David Wheaton     | 7:6, 7:6          |
| 1991 | Javier Frana Jim Pugh              | Glenn Michibata Brad Pearce         | 7:5, 2:6, 6:4     |
| 1990 | Scott Davis David Pate             | Peter Lundgren Paul Wekesa          | 3:6, 6:1, 6:3     |